# اينار سفيردروب
اينار سفيردروب (بالنرويجية البوكمول: Einar Sverdrup)‏ هو مهندس معادن ‏ وشخصية أعمال ومهندس نرويجي، ولد في 18 ديسمبر 1895 في Solund ‏ في النرويج، وتوفي في 13 مايو 1942 في Grønfjorden ‏ في النرويج.